# Debreczeni Péter
Debreczeni Péter (Debrecen, 1608. – ?) református lelkész
Debrecenben tanult, majd Nagyszőlősön lett tanító. 1636-tól külföldi egyetemeken tanult (Leiden, Franeker). 1647-ben és 1649-ben Munkácson, és feltehetőleg 1666-ban Alsómisztótfaluban, 1671-ben Técsőn volt lelkész.
Több kiadást megért műve: Tizenket idvösseges elmelkedesec, mellyekben szép ahittatos és buzgosagos könyörgésec vadnak foglaltatvan, (...) melyek elsőben Philep Kegelius D. altal deakul irattatac / mostan pedig magyar nyelvre fordittattac Debreceni Peter altal. Lugdunom, 1637. (Deselvits által javított és pótolt újabb kiadásai: Bártfa, 1639. és Lőcse, 1639. Debreczeni Péter nevével: Lőcse, 1668. 1704. és Bártfa, 1739. Kolozsvár, 1738. 1764-ben.)